# Meteor (Rose)
Die Rosensorte ‘Meteor’ ist eine dunkelrosarote, öfterblühende Rose, die 1887 von Rudolf Geschwind im slowakischen Karpfen gezüchtet wurde. Die Abstammung der Rose ist unbekannt. Die ‘Meteor’ ist eine der wenigen Noisette-Rosen, die im mitteleuropäischen Raum gezüchtet wurden. Sie zeichnet sich durch für diese Rosengruppe überdurchschnittlich große Blüten aus.

## Ausbildung
Die hoch aufwachsende Rose ‘Meteor’ bildet einen kräftigen, kompakten bis leicht ausladenden Strauch aus. Die ‘Meteor’ wird etwa 180 cm bis maximal 280 cm hoch und 150 bis 200 cm breit. Die einzeln oder in Büscheln von bis zu 5 Einzelblüten angeordneten, dunkelrosa- bis karminroten Blüten werden aus 17 bis 40, leicht gebogenen Petalen gebildet. Sie formen eine etwa 7 cm große Rosenblüte aus. Die spitzen, dunkelrot- bis violettroten Rosenknospen öffnen sich und bilden zunächst eine kugel- bis schalenförmige, in einem späteren Blütenstadium eine flache, doppeltgefüllten Blüte aus. Die Blüten der Rosensorte ‘Meteor’ sind durch einen intensiven Duft nach Alten Rosen gekennzeichnet.
Die Rosensorte besitzt mittelgroße, länglich bis ovalen, gezahnte Blätter. Das matte, an Gallica-Rosen erinnernde, Laub erscheint zunächst hellgrün an langen, gebogenen Trieben, die mit zahlreichen grünlich bis rötlichbraunen Stacheln besetzt sind.
Die Rosensorte mit guter Nachblüte ist ausgesprochen winterhart (USDA-Klimazone 4b bis 9b). Sie blüht langanhaltend in den Sommermonaten bis in den Herbst hinein und ist resistent gegenüber den bekannten Rosenkrankheiten.
Die Rose ‘Meteor’ gedeiht auf durchlässigem Boden bevorzugt an sonnigen Standorten auf leicht sauren bis moderat alkalischen Böden. Die Rose wird häufig als Kletterrose gezogen. Sie eignet sich zur Bepflanzung von naturnahen Gärten und Bauerngärten sowie als Hintergrundbepflanzung von Blumenrabatten. Auch als Solitärstrauch kann diese robuste Rosensorte gepflanzt werden. Sie lässt sich im Garten gut mit hohen Gräsern, Stauden und Gehölzen, wie Rittersporn, Phlox, Clematis und Lonicera kombinieren.
Für locker gebundene, naturalistische Blumensträuße und Blumenarrangements findet die Rose aufgrund ihrer intensiven Farbe und ihres Duftes, meist in Kombination mit anderen Wild- und Ramblerrosen Verwendung.
Die Rosensorte wird in vielen Rosarien und historischen Gartenanlagen der Welt, unter anderem im Botanischen Garten Montreal, im Arboretum Borova hora (Slowakei), im Carla Fineschi Foundation Rose Garden (Toskana), im Botanischen Garten Roseraies du Parc de la Tête d'Or (Lyon, Frankreich), im Rosarium im Doblhoffpark (Baden, Österreich), im Kassel-Wilhelmshöhe (Hessen) sowie im Europa-Rosarium Sangerhausen gezeigt.

## Namensgebung
Rudolf Geschwind benannte seine Noisette-Rosenzüchtung nach der Sternschnuppe am Himmel, dem Meteor.